# Прем'єр-міністр Кабо-Верде
Прем'єр-міністр Республіки Кабо-Верде — голова уряду держави Кабо-Верде. Обирається в парламенті за підсумками парламентських виборів як голова партії, що перемогла. Призначається президентом Кабо-Верде. З 1991 року після переходу до демократії повноваження прем'єр-міністра зросли.

## Перелік прем'єр-міністрів Кабо-Верде
- 8 липня 1975 — 4 квітня 1991 — Педру Піріш
- 4 квітня 1991 — 29 липня 2000 — Карлуш Вейга
- 29 липня 2000 — 1 лютого 2001 — Жулберту ду Росаріу
- 1 лютого 2001 — 22 квітня 2016 — Жозе Марія Невіш
- 22 квітня 2016 — 2021;— Уліссеш Коррея-і-Сілва